# Santuário de Vida Selvagem de Hponkanrazi
O Santuário de Vida Selvagem de Hponkanrazi é uma área protegida no norte de Myanmar, que se estende por uma área de 2,703.95 km2 (1,044.00 sq mi). Foi criado em 2003 e abrange habitats ribeirinhos, floresta subtropical húmida, floresta temperada, floresta caducifólia e floresta alpina. É contíguo com o Parque Nacional Hkakaborazi, o Santuário de Vida Selvagem Bumhpa Bum e o Santuário de Vida Selvagem do Vale Hukaung. Juntos, eles formam um grande complexo de área protegida de floresta natural denominado Complexo Florestal do Norte. É gerido pelo Departamento Florestal.